# Registry Mechanic
Registry Mechanic — условно-бесплатная утилита, предназначенная для быстрой и высоконадёжной оптимизации, очистки от неверных значений или битых ключей, а также восстановления системного реестра под управлением 32-битных и 64-разрядных операционных систем Microsoft Windows.

## Описание
Registry Mechanic предлагает пользователям простые в использовании инструменты оптимизации для ускорения и повышения стабильности вашего системного реестра в средах Windows 7/Vista/XP. Программа обладает простым интерфейсом пользователя, не требующим тонкой настройки, в котором смогут разобраться даже пользователи с низким уровнем знаний работы на персональном компьютере.
Registry Mechanic безопасно очищает, ремонтирует, а также оптимизирует реестр и автоматически создаёт резервные копии на все изменения для последующего восстановления. Утилита производит сканирование системы и исправляет неправильные значения ключей и разделов, ошибки и другие значения, повышая стабильность и скорость работы операционной системы.
На официальном сайте программы появилась запись «The PC Tools utility portfolio was retired on December 4, 2013.» (портфель утилиты PC Tools был отправлен в отставку 4 декабря 2013 года.)

## Особенности
- Очистка реестра — сканирование и безопасная очистка, исправление и оптимизация реестра Windows.
- Управление сервисами — оптимизация и управление сервисами Windows.
- Очистка диска — очистка компьютера и следов работы в Интернете.
- Дефрагментация реестра — дефрагментация и оптимизация реестра Windows.
- Мониториг системы — оптимизация системы и её мониторинг для обеспечения лучшей производительности.
- Уничтожение файлов — полное удаление выбранных файлов из системы.
- Защита конфиденциальности в Интернете и личной информации.
- Полный отчёт о проделанных действиях программы.
- Интернациональная поддержка.
- Поддержка плагинов (как собственных от PC Tools, так и независимых разработчиков), в числе которых есть плагины для поддержки/обслуживания/очистки более чем 100 приложений (P2P-приложения, чат, программы просмотра изображений и другие).
- Резервные копии на любые изменения системного реестра.
- Очистка свободного пространства и удаление файлов с помощью используемого стандарта Министерства обороны США (DoD 5220.22-M), что делает файлы невосстанавливаемыми обычными методами восстановления данных.